# Oed (Gemeinde Martinsberg)
Oed ist eine Ortschaft und eine Katastralgemeinde der Gemeinde Martinsberg im Bezirk Zwettl in Niederösterreich.
Sie befindet sich nordwestlich von Martinsberg, durch sie fließt der Ödbach oder Oeder Bach, ein Zufluss des Weitenbaches. Im Ortsgebiet, westlich gelegen, befinden sich die Meteorstation Martinsberg sowie die Sternwarte Orion.

## Geschichte
Der Ort wurde 1299 zum ersten Mal schriftlich erwähnt. Im Eintrag der Josephinischen Fassion aus Jahre 1786/87 gab es im heutigen Ort 9 Häuser, welche die Hausnummern Oed 1 bis 9 hatten.
Im Jahr 1822 wurde der Ort als Teil von Oedt mit insgesamt 36 Häusern genannt, das nach Martinsberg eingepfarrt war, wohin auch die Kinder eingeschult wurden. Die Herrschaft Gutenbrunn besaß die Ortsobrigkeit, übte die Landgerichtsbarkeit aus, besorgte die Konskription und hatte die Grundherrschaft inne.
Dem Ort Oedt wurde im Franziszeischen Kataster aus dem Jahr 1823 ein riesiges Waldgebiet im Weinsberger Wald,  welches heute auf die Gemeinden Bärnkopf und Gutenbrunn aufgeteilt ist, zugeordnet.
Nach der Entstehung der Ortsgemeinden 1849 bildete der Ort eine eigenständige Gemeinde, zu dieser zählte auch das südwestlich liegende Dorf Edlesberg.
Laut Adressbuch von Österreich waren im Jahr 1938 in der Ortsgemeinde Oed ein Sägewerk und ein Landwirt mit Direktvertrieb ansässig.
Im Zuge der Niederösterreichische Kommunalstrukturverbesserung wurde der Ort als Gemeinde aufgelöst und mit 1. Jänner 1967 ein Teil der Großgemeinde Martinsberg.

## Siedlungsentwicklung
Zum Jahreswechsel 1979/1980 befanden sich in der Katastralgemeinde Oed insgesamt 20 Bauflächen mit 10.451 m² und 9 Gärten auf 955 m², 1989/1990 gab es 20 Bauflächen. 1999/2000 war die Zahl der Bauflächen auf 78 angewachsen und 2009/2010 bestanden 45 Gebäude auf 70 Bauflächen.

## Bodennutzung
Die Katastralgemeinde ist landwirtschaftlich geprägt. 193 Hektar wurden zum Jahreswechsel 1979/1980 landwirtschaftlich genutzt und 109 Hektar waren forstwirtschaftlich geführte Waldflächen. 1999/2000 wurde auf 192 Hektar Landwirtschaft betrieben und 108 Hektar waren als forstwirtschaftlich genutzte Flächen ausgewiesen. Ende 2018 waren 182 Hektar als landwirtschaftliche Flächen genutzt und Forstwirtschaft wurde auf 111 Hektar betrieben. Die durchschnittliche Bodenklimazahl von Oed beträgt 17,9 (Stand 2010).